# Edward Rymar
Niektóre z zamieszczonych tu informacji wymagają weryfikacji.
Dokładniejsze informacje o tym, co należy poprawić, być może znajdują się w dyskusji tego artykułu.
 Po wyeliminowaniu niedoskonałości należy usunąć szablon {{Dopracować}} z tego artykułu.
Edward Rymar (ur. 28 grudnia 1936 w Haczowie) – polski historyk, mediewista, specjalista w dziedzinie historii Nowej Marchii, Pomorza i genealogii dynastycznej.

## Życiorys
Pracę magisterską Początki i rozwój Pyrzyc napisał na Uniwersytecie Adama Mickiewicza w 1964 r. u prof. dr hab. Gerarda Labudy. Doktoryzował się w 1976 roku, habilitował w 1996 na Uniwersytecie Gdańskim, gdzie w 2004 uzyskał tytuł profesora nauk humanistycznych. Od 1997 był profesorem nadzwyczajnym w instytucie Historii i Stosunków Międzynarodowych Uniwersytetu Szczecińskiego. 
W latach 1958–1997 był dyrektorem Powiatowej i Miejskiej Biblioteki Publicznej w Pyrzycach, gdzie utworzył regionalne muzeum. 1989–1990 był przewodniczącym Komitetu Obywatelskiego Ziemi Pyrzyckiej. 1964–1968 i 1990–1994 był radnym Rady Miejskiej w Pyrzycach. 1995–1998 był radnym Rady Powiatu Pyrzyckiego. 1990–2001 był przewodniczącym koła Unii Wolności. Od 1994 do 2013 był zastępcą redaktora naczelnego „Gazety Ziemi Pyrzyckiej”. Jako redaktor pisze do tego miesięcznika od 1991. W latach 2013–2016 współpracował z „Tygodnikiem Pyrzyckim” (red. T. Duklanowski)
Pierwsze prace drukował w roczniku Zeszyty Pyrzyckie (1967–1973). W 1977 r. obronił pracę doktorską pod kierunkiem prof. Gerarda Labudy (UAM Poznań) na temat: O rzekomym księstwie sławieńsko-słupskim w XII– XIII w. Rozprawy genealogiczne i Rodowód książąt pomorskich (wyd. 1995–1996) stały się podstawą pomyślnego postępowania habilitacyjnego w 1996 r. (Uniwersytet Gdański). Był pracownikiem Instytutu Historii i Stosunków Międzynarodowych, w Zakładzie Historii Średniowiecznej Uniwersytetu Szczecińskiego.

## Ważniejsze publikacje i rozprawy naukowe
- Wojny i spory pomorsko-brandenburskie w XV-XVI w. (2012)
- Rodowód książąt pomorskich (1995–1996, suplement 2003, wydanie 2. poprawione i uzupełnione 2005)
- Widuchowa nad Odrą. Z dziejów dawnych i nowych (1997)
- Studia i materiały z dziejów Nowej Marchii i Gorzowa. Szkice historyczne (1999)
- Banie nad Tywą. Z dziejów ziemi bańsko-swobnickiej (1999)
- Biskupi, mnisi, reformatorzy. Studia z dziejów diecezji kamieńskiej (2002)
- Wielka podróż wielkiego księcia (2004)
- Święta Studnia, czyli Misyjne dzieło patrona Pyrzyc św. Ottona, biskupa bamberskiego i pamięć o nim poprzez wieki, 2006, z wersją niem.: Der Heilige Brunnen oder Die Missionsreise Otto von Bamberg, des Schutzheiligen von Pyritz und das Andenken an ihn im Lauf der Jahrhunderte
- Nowomarchijskie miasteczko, dziś wieś Danków na przestrzeni wieków, 2009. Pyrzyce i okolice poprzez wieki (2009)
- Strzelce (Krajeńskie) i okolice na przestrzeni wieków (do 1945), 2011
- Lipiany i okolice poprzez wieki (do 1945 r.) z ex kursem o polskich początkach w latach 1945–1950 (Lipianach „powiatowych”), 2014
- Historia polityczna i społeczna Nowej Marchii w średniowieczu (do roku 1535), 2015;
- Handel Gorzowa w średniowieczu i wczesnym okresie nowożytnym (do 1571 r.), 2016;
- Słownik historyczny Nowej Marchii w średniowieczu, t I–II, 2016, t. V, 2017, t. III, IV (w druku);
- Bitwa radziecko-niemiecka o Pyrzyce (styczeń-marzec 1945), 2020, Kalendarium, Szczecin 2020
- Bój o Pyrzyce 1945 Szczecin 2020, ISBN 978-83-64070-37-2.
- Barnim I Książę Słowian na Pomorzu (ok. 1220/21 - 1278) Kraków 2022, ISBN 978-83-7730-602-4.

## Odznaczenia
- Brązowy Krzyż Zasługi
- Srebrny Krzyż Zasługi (1972)
- Odznaka „Zasłużony Działacz Kultury” (1974)
- Złoty Krzyż Zasługi (1979)
- Medal 40-lecia PRL (1984)
- Krzyż Kawalerski Order Odrodzenia Polski (1986)
- Honorowy Obywatel Pyrzyc
- Medal Stolema przyznany przez Gdańsk
- Odznaka „Gryfa Pomorskiego” (1967)
- Medal Zygmunta Glogera przyznany przez Łomżę (1995)
- Lubuski wawrzyn naukowy (2016)